# Malacomeles
Malacomeles es un género monotípico de plantas con flores con tres especies, perteneciente a la familia de las rosáceas. Está estrechamente relacionado con Amelanchier, Peraphyllum, Crataegus y Mespilus. Su única especie: Malacomeles paniculata, es originaria de México.

## Taxonomía
Malacomeles fue descrito por (Decne.) Engl. y publicado en Die Natürlichen Pflanzenfamilien Nachtr. II–IV(1): 186, en el año 1897. La especie tipo es: Malacomeles denticulata (Kunth) G.N.Jones
Malacomeles paniculata fue descrita por (Rehder) J.B.Phipps y publicado en Canadian Journal of Botany 68(10): 2234, en el año 1990.
Basónimo
- Amelanchier paniculata Rehder